# Gimnástica Segoviana Club de Fútbol
La Gimnástica Segoviana Club de Fútbol és un club de futbol de la ciutat de Segòvia, a Castella i Lleó. Fundat el 28 de juny de 1928, actualment milita a la Segona RFEF. Fins al 7 d'abril de 2006 es va denominar Sociedad Deportiva Gimnástica Segoviana, però un Decret de la Junta de Castilla y León va obligar l'Assemblea a canviar la denominació originària del club.
Uniforme
- Primera equipació: Samarreta blaugrana, pantaló blau i mitges blaves.
- Segunda equipació: Samarreta blau cel, pantaló blanc i mitges vermelles.

## Història
La Gimnástica Segoviana va fer el seu debut a Tercera Divisió l'any 1944 amb d'altres equips de la talla del Real Valladolid Club de Fútbol, Unión Deportiva Salamanca. Es va acomodar a aquesta divisió, amb pujades i baixades cap a la Regional Preferent, fins que a l'any 1982, es va establir definitivament dins aquesta categoria.

## Estadi
La Gimnástica Segoviana juga els seus partits com a local a l'Estadio de La Albuera. Va ser inaugurat el 27 de juny de 1977, i originalment la seva superfície era de terra, sent substituïda per gespa el 1982. El club juga els seus partits a La Albuera des de la temporada 1978-79.
- Capacitat: 6.000 persones.
- Dimensions: 105x68 metres.

Anteriors estadis de l'equip van ser:
- La Dehesa (fins al 28 de juny de 1932)
- Chamberí (fins al 23 d'abril de 1944)
- Peñascal (fins al 27 de juny de 1977).

## Dades del club
- Temporades a Primera Divisió: 0
- Temporades a Segona Divisió A: 0
- Temporades a Segona Divisió B: 2
- Temporades a Tercera Divisió: 45
- Temporades a Regional Preferent: 4 (categoria creada a la temporada 1973-74 entre la Primera Regional i la Tercera Divisió)
- Temporades a Primera Regional: 14
- Millor posició a la lliga: 19è (Segona Divisió B, temporada 1999-00)
- Pitjor posició a la lliga: 13è (Primera Regional, temporada 1971-72)

## Palmarès
- 2 Campionats del grup VIII de Tercera Divisió (Temporades 2003-04 i 2005-06)
- 1 Campionat del grupo I de Primera Regional (Temporada 1961-62)

## Temporada a Temporada
| Temporada | Grup | Divisió  | Lloc | Copa del Rei |
| --------- | ---- | -------- | ---- | ------------ |
| 1944/45   | 3    | 3a       | 6è   |              |
| 1945/46   | 3    | 3a       | 10è  |              |
| 1946/47   | 4    | Regional | —    |              |
| 1947/48   | 3    | 3a       | 6è   |              |
| 1948/49   | 3    | 3a       | 13è  |              |
| 1949/50   | 4    | Regional | —    |              |
| 1950/51   | 3    | 3a       | 8è   |              |
| 1951/52   | 3    | 3a       | 15è  |              |
| 1952/53   | 4    | Regional | —    |              |
| 1953/54   | 4    | Regional | —    |              |
| 1954/55   | 3    | 3a       | 7è   |              |
| 1955/56   | 3    | 3a       | 7è   |              |
| 1956/57   | 3    | 3a       | 9è   |              |
| 1957/58   | 3    | 3a       | 17è  |              |
| 1958–62   | 4    | Regional | —    |              |
| 1962/63   | 3    | 3a       | 10è  |              |

| Temporada | Grup | Divisió  | Lloc | Copa del Rei |
| --------- | ---- | -------- | ---- | ------------ |
| 1963/64   | 3    | 3a       | 6è   |              |
| 1964/65   | 3    | 3a       | 5è   |              |
| 1965/66   | 3    | 3a       | 4t   |              |
| 1966/67   | 3    | 3a       | 15è  |              |
| 1967/68   | 3    | 3a       | 3r   |              |
| 1968/69   | 3    | 3a       | 18è  |              |
| 1969/70   | 3    | 3a       | 18è  |              |
| 1970–82   | 5    | Regional | —    |              |
| 1982/83   | 4    | 3a       | 17è  |              |
| 1983/84   | 4    | 3a       | 11è  |              |
| 1984/85   | 4    | 3a       | 7è   |              |
| 1985/86   | 4    | 3a       | 5è   |              |
| 1986/87   | 4    | 3a       | 10è  |              |
| 1987/88   | 4    | 3a       | 9è   |              |
| 1988/89   | 4    | 3a       | 7è   |              |
| 1989/90   | 4    | 3a       | 13è  |              |

| Temporada | Grup | Divisió | Lloc | Copa del Rei |
| --------- | ---- | ------- | ---- | ------------ |
| 1990/91   | 4    | 3a      | 15è  |              |
| 1991/92   | 4    | 3a      | 7è   |              |
| 1992/93   | 4    | 3a      | 7è   |              |
| 1993/94   | 4    | 3a      | 6è   |              |
| 1994/95   | 4    | 3a      | 6è   |              |
| 1995/96   | 4    | 3a      | 8è   |              |
| 1996/97   | 4    | 3a      | 16è  |              |
| 1997/98   | 4    | 3a      | 2n   |              |
| 1998/99   | 4    | 3a      | 2n   |              |
| 1999/00   | 3    | 2aB     | 19è  |              |
| 2000/01   | 4    | 3a      | 4t   |              |
| 2001/02   | 4    | 3a      | 2n   |              |
| 2002/03   | 4    | 3a      | 7è   |              |

| Temporada | Grup | Divisió | Lloc | Copa del Rei |
| --------- | ---- | ------- | ---- | ------------ |
| 2003/04   | 4    | 3a      | 1r   |              |
| 2004/05   | 4    | 3a      | 3r   |              |
| 2005/06   | 4    | 3a      | 1r   |              |
| 2006/07   | 4    | 3a      | 2n   |              |
| 2007/08   | 4    | 3a      | 2n   |              |
| 2008/09   | 4    | 3a      | 8è   |              |
| 2009/10   | 4    | 3a      | 8è   |              |
| 2010/11   | 4    | 3a      | 3r   |              |
| 2011/12   | 3    | 2aB     | 18è  |              |
| 2012/13   | 4    | 3a      | 4t   |              |
| 2013/14   | 4    | 3a      | 6è   |              |
| 2014/15   | 4    | 3a      |      |              |

- 2 Temporades a Segona divisió B espanyola de futbol
- 48 Temporades a Tercera divisió espanyola de futbol

## Antics jugadors
- Albert Stroni
- Quique Estebaranz[4]